# Sale San Giovanni
Sale San Giovanni là một đô thị tại tỉnh Cuneo trong vùng Piedmont của Italia, vị trí cách khoảng 80 km về phía đông nam của Torino và khoảng 45 km về phía đông của Cuneo. Tại thời điểm ngày 31 tháng 12 năm 2004, đô thị này có dân số 181 người và diện tích 8,1 km².
Sale San Giovanni giáp các đô thị: Camerana, Ceva, Mombarcaro, Paroldo và Sale delle Langhe.